# El Eco de Navarra
El Eco de Navarra fue un periódico español editado en Pamplona entre 1875 y 1913.

## Historia
El diario nació a finales de 1875, publicando su primer número el 3 de noviembre de 1875. Nació bajo el título de El Eco de Pamplona, si bien a los dos meses —el 5 de enero de 1876— cambió el nombre a El Eco de Navarra.
Entre sus fundadores se encontraban Nicanor Espoz, José Lamber y Emiliano Los Arcos.
El diario, subtitulado "diario independiente", era portavoz en Navarra de los conservadores de Cánovas del Castillo. De carácter anticarlista, defendía los fueros reflejados en la Ley de Modificación de Fueros de Navarra de 1841.
Desaparecó en junio de 1913, absorbido por el Diario de Navarra.